# NoFap
NoFap은 포르노그래피와 자위 행위를 포기하려는 사람들을 위한 지원 그룹 역할을 하는 웹사이트다. 웹사이트 이름은 남성 자위 행위를 가리키는 속어 fap에서 유래되었다. 이러한 금욕의 이유는 개인마다 다르지만 인용된 주요 동기는 음란물 중독, 기타 강박적인 성적 행동을 극복하려는 시도다. 금욕의 다른 이유에는 종교적 및 도덕적 이유, 자기 개선, 의학으로 뒷받침되지 않는 신체적 신념 등이 있다.
음란물 중독을 퇴치하려는 그룹의 견해와 노력은 신경과학자, 심리학자, 기타 의료 전문가들에 의해 단순하고, 시대에 뒤떨어지고, 부정확하다는 비판을 받아왔다. 이 그룹의 활동이 행하는 과학은 포르노 반대 운동가인 게리 윌슨에게서 나온 것으로 알려져 있다.
2024년 1월 6일 현재 NoFap 온라인 커뮤니티에는 350,000명 이상의 등록 회원이 있다.

## 같이 보기
- MGTOW
- 노 넛 노벰버